# Reelin' and Rockin'
Reelin' and Rockin'  är en rock'n'roll-komposition av Chuck Berry. Låten spelades in 1957 och kom att bli b-sida till Berrys singelhit "Sweet Little Sixteen". De övriga medverkande musikerna på inspelningen var Johnnie Johnson (piano), Willie Dixon (bas) och Fred Below (trummor). Låttexten handlar om en danskväll med rock'n'roll som aldrig tycks ta slut. 1972 gavs en liveinspelning av låten ut som blev en mindre hit i både USA och Storbritannien.
Låten kom 1965 att utges som singel av den brittiska gruppen The Dave Clark Five. Deras version framhäver särskilt Denis Paytons saxofonspel. Dave Clark Fives version var den som blev mest framgångsrik kommersiellt sett.
Bland andra artister som spelat in den kan nämnas The Rolling Stones, Gerry and the Pacemakers och George Thorogood. Pugh Rogefeldt skrev en svensk version av låten med titeln "För mej finns bara good old rock'n'roll" till albumet Pugh on the Rocks 1973.

## Listplaceringar, Dave Clark Five
| Lista (1965)   | Position               |
| -------------- | ---------------------- |
| Finland        | 19                     |
| Kanada         | 10 (RPM)               |
| Storbritannien | 24                     |
| Sverige        | 15 (Kvällstoppen)      |
| Sverige        | 7 (Tio i topp)         |
| USA            | 23 (Billboard Hot 100) |

## Listplaceringar, Chuck Berry, liveversion
| Lista (1973)   | Position               |
| -------------- | ---------------------- |
| Kanada         | 21 (RPM)               |
| Storbritannien | 18                     |
| USA            | 27 (Billboard Hot 100) |